# Gastronomia de Xipre
La gastronomia xipriota és la cuina pròpia de l'illa de Xipre, als dos estats que la conformen: la República de Xipre i la República Turca de Xipre del Nord. De tipus mediterrani, és relativament propera a la cuina grega i a la cuina turca. Com elles, la cuina xipriota inclou influències orientals (romana d'Orient i otomana), però també influències de l'Europa continental (cuina francesa, italiana i catalana), així com anglesa i àrab. Per tant, sovint es relaciona amb la cuina de l'Orient Mitjà.

## Ingredients i condiments
Els ingredients més utilitzats a la cuina xipriota són les verdures com el carbassó, els pebrots, l'okra, les mongetes verdes, les carxofes, les pastanagues, els tomàquets, els cogombres, els enciams i les fulles de vinya, així com els llegums com les mongetes (en particular per a la fasolada), cornilles, pèsols, cigrons, faves i llenties.
Les fruites i fruita seca més consumits són les que se solen cultivar en regions de clima mediterrani: peres, pomes, raïm, taronges, mandarines, nectarines, nespres, mores, cireres, maduixes, figues, síndries, melons, alvocats, llimones, festucs, ametlles, castanyes, nous i avellanes.
Les herbes i espècies més utilitzades a la cuina xipriota són el pebre, el julivert, la ruca, l'api, el coriandre fresc, la farigola i l'orenga. Tradicionalment, la majoria dels plats estan aromatitzats amb comí (artisha) o coriandre, anomenat kolyandro a Xipre. La menta també és un element utilitzat en molts plats: donat que creix amb molta facilitat, els xipriotes l'utilitzen sobretot per aromatitzar plats de carn. Per exemple, la versió xipriota del pastítsio (makaronia tu furnu) conté molt pocs tomàquets en comparació amb la recepta grega, però molta més menta. Les keftedes, mandonguilles semblants a les koftas, sovint estan envoltades de fulles de menta per oferir un contrast amb la carn. Pel que fa al coriandre, s'utilitza en amanides, pa d'olives, pastís d'espinacs (spanakopitta) i altres pastisseries. En altres regions de l'illa s'utilitza per aromatitzar plats calents, especialment els fets amb tomàquet, com el yiachnista.

## Gastronomia

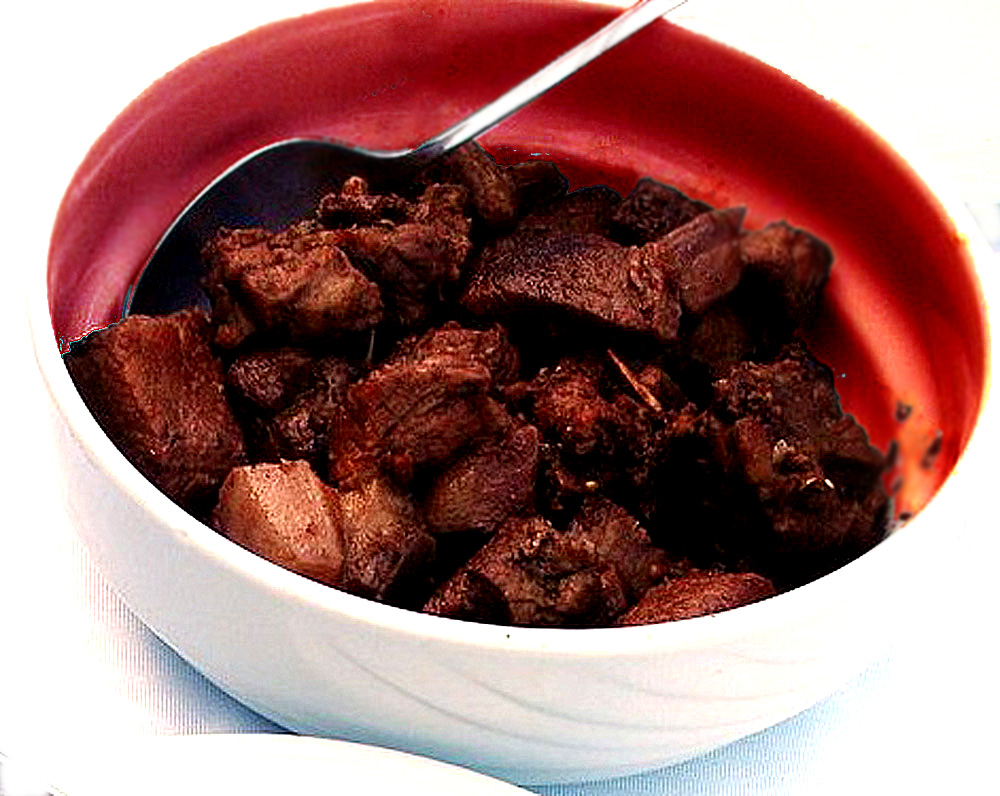
Afélia

La cuina xipriota és rica i variada i inclou aportacions de la cuina grega i turca. La gran especialitat de l'illa són els mezze (aperitius variats), emblemàtics de la gastronomia llevantina. Inclou entre quinze i trenta plats presentats en petits plats i acompanyats de vi negre. Aquest vi és l'acompanyament perfecte d'aquest conjunt de plats, un autèntic àpat complet, servit a totes les tavernes dels pobles de muntanya.
Una altra de les especialitats imprescindibles és l'afélia, feta amb filet de porc, marinat en vi negre, amb llavors de coriandre, i guisat en oli d'oliva. S'acompanya o bé del mateix vi que s'utilitzava per a la marinada, o bé de vi blanc.
Es tracta d'una cuina natural, elaborada amb productes locals, on trobem moussaka, koupepia o dolma (fulles de vinya farcides), kebab, halloumi (formatge), daktyla (postres d'ametlla) i iogurt de menta. En general, el forn i la barbacoa són els elements que s'utilitzen diàriament a la cuina xipriota, així com les espècies i les herbes (sàlvia, coriandre, melissa, canyella, nou moscada), que la fan molt saborosa i aromàtica.
Entre les postres característiques de la cuina xipriota, hi ha els baklava, típics de la tradició culinària otomana. També és popular el mahalepi, una mena de menjar blanc fet amb farina de blat de moro generalment aromatitzada amb aigua de roses o mahlep.

## Begudes
El vi es consumeix a l'illa des de l'antiguitat: fonts històriques testimonien l'ús d'aquesta beguda des del 735 aC. Entre els més coneguts hi ha el koumandaria, un vi dolç produït a les muntanyes de Troodos. A més, els vins locals produïts als voltants de Limassol mariden perfectament amb la majoria dels aliments. Per exemple, els vins blancs acompanyen el peix i el marisc.
Al sud de l'illa se sol consumir cafè.